# Lukács Ervin
Lukács Ervin (Budapest, 1928. augusztus 9. – Budapest, 2011. február 18.) Kossuth-díjas és Liszt Ferenc-díjas magyar karmester, érdemes és kiváló művész, a Magyar Állami Operaház Mesterművésze és örökös tagja.

## Életpályája
Zenei tanulmányait a Fodor Zeneiskolában kezdte, ahol zongorázni tanult Kálmán Györgytől és Székely Arnoldtól. Az Állami Zenekonzervatóriumban 1950–51-ben zeneszerzést tanult Farkas Ferencnél és Sugár Rezsőnél. A Liszt Ferenc Zeneakadémián Somogyi László tanítványaként 1956-ban szerzett karmesteri diplomát, de már 1954-ben a Honvéd Művészegyüttes másodkarmestere volt, majd 1956-ban Miskolcra került, ahol a Miskolci Nemzeti Színház és a Miskolci Szimfonikus Zenekar közvetlen elődjének tekinthető Liszt Ferenc Filharmonikus Zenekar vezető karmestere lett. 1956-tól 1959-ig, majd 1982-től 1998-ig a Zeneakadémia karmesterképző tanszakán tanított. 1957-ben került korrepetitorként, majd karmesterként a budapesti Magyar Állami Operaházba. Nemzetközi karrierje 1962-ben indult, amikor I. díjat nyert a III. Római Nemzetközi Karmesterversenyen. Ettől kezdve szívesen látott vendég volt Európa, az Amerikai Egyesült Államok, Ausztrália és Japán operaházaiban és hangversenytermeiben. 1981-ben lett a Magyar Állami Operaház főzeneigazgatója (1990-ig), később címzetes főzeneigazgatója.
Állandó zsűritagja volt a Magyar Televízió karmesterversenyeinek. 1981-től a Postás Szimfonikus Zenekar művészeti vezetője volt. 1991 és 1994 között az Állami Hangversenyzenekar (ma: Nemzeti Filharmonikus Zenekar) zeneigazgatója, 1995-től pedig a Japán Filharmonikusok állandó vendégkarmestere volt. 1999 és 2002 között a Szegedi Szimfonikus Zenekar állandó vendégkarmestere és művészeti vezetője, illetve művészeti tanácsadója volt. Karmesteri aktivitását, vitalitását, művészetének kifejezőerejét nyolcvanadik életévén túl is megőrizte, 2008 és 2010 között még több nagy sikerű koncertet dirigált magyar zenekarokkal. Számos hanglemezfelvétel készült vezényletével.

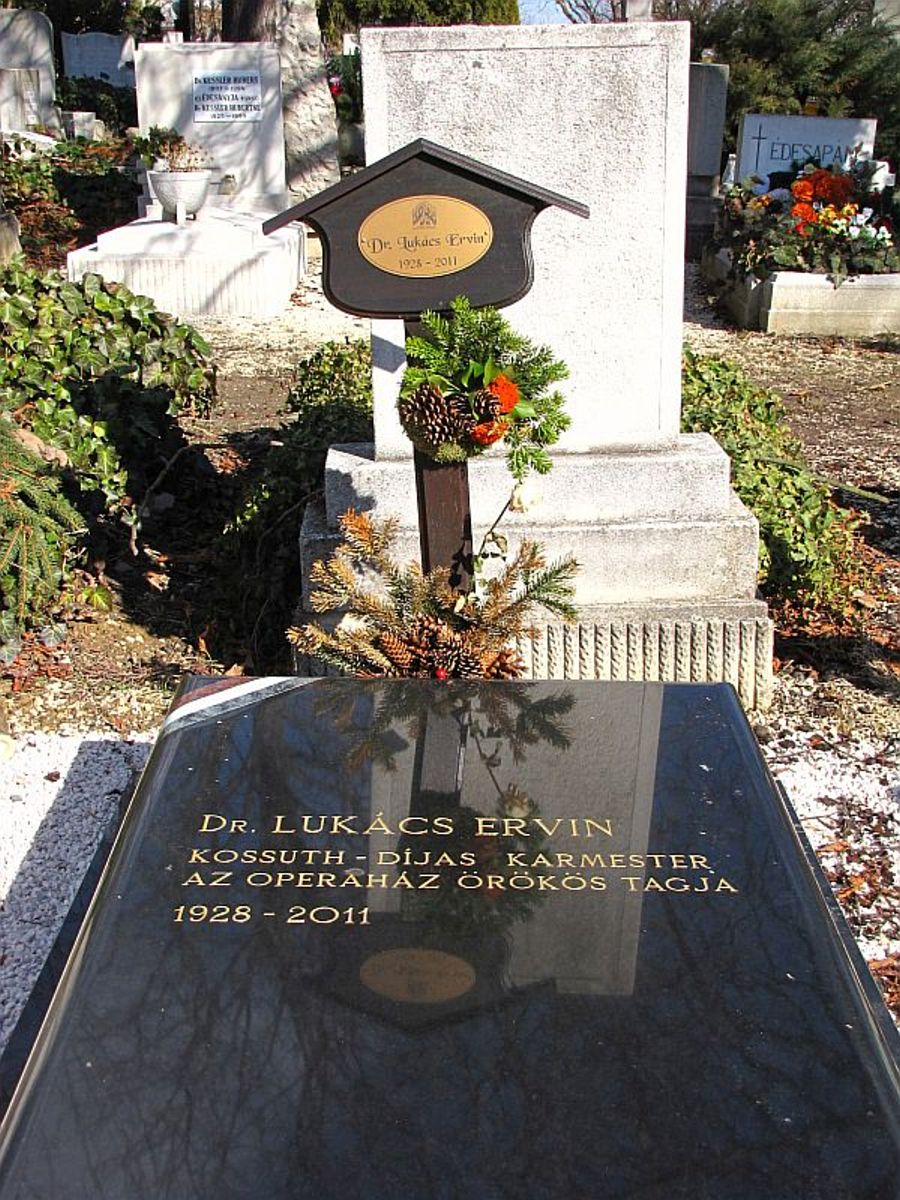
Sírja a Farkasréti temetőben (25/X-1-94)

## Díjai, elismerései
- Liszt Ferenc-díj (1965)
- Érdemes művész (1973)
- Kiváló művész (1984)
- A Magyar Állami Operaház örökös tagja (1989)
- A Magyar Köztársasági Érdemrend tisztikeresztje (1992)
- Bartók–Pásztory-díj (1994)
- Kossuth-díj (1996)
- A Magyar Állami Operaház Mesterművésze (2003)
- A Táncsics Alapítvány Életműdíja (2007)